# Ruissaari (ö i Södra Karelen, Imatra, lat 61,53, long 29,40)
Ruissaari är en ö i Finland. Den ligger i sjön Simpelejärvi och i kommunen Parikkala i den ekonomiska regionen  Imatra ekonomiska region  och landskapet Södra Karelen, i den sydöstra delen av landet, 280 km nordost om huvudstaden Helsingfors. Öns area är 6,6 hektar och dess största längd är 0,5 kilometer i nord-sydlig riktning.